# Americas Pacific Challenge 2018

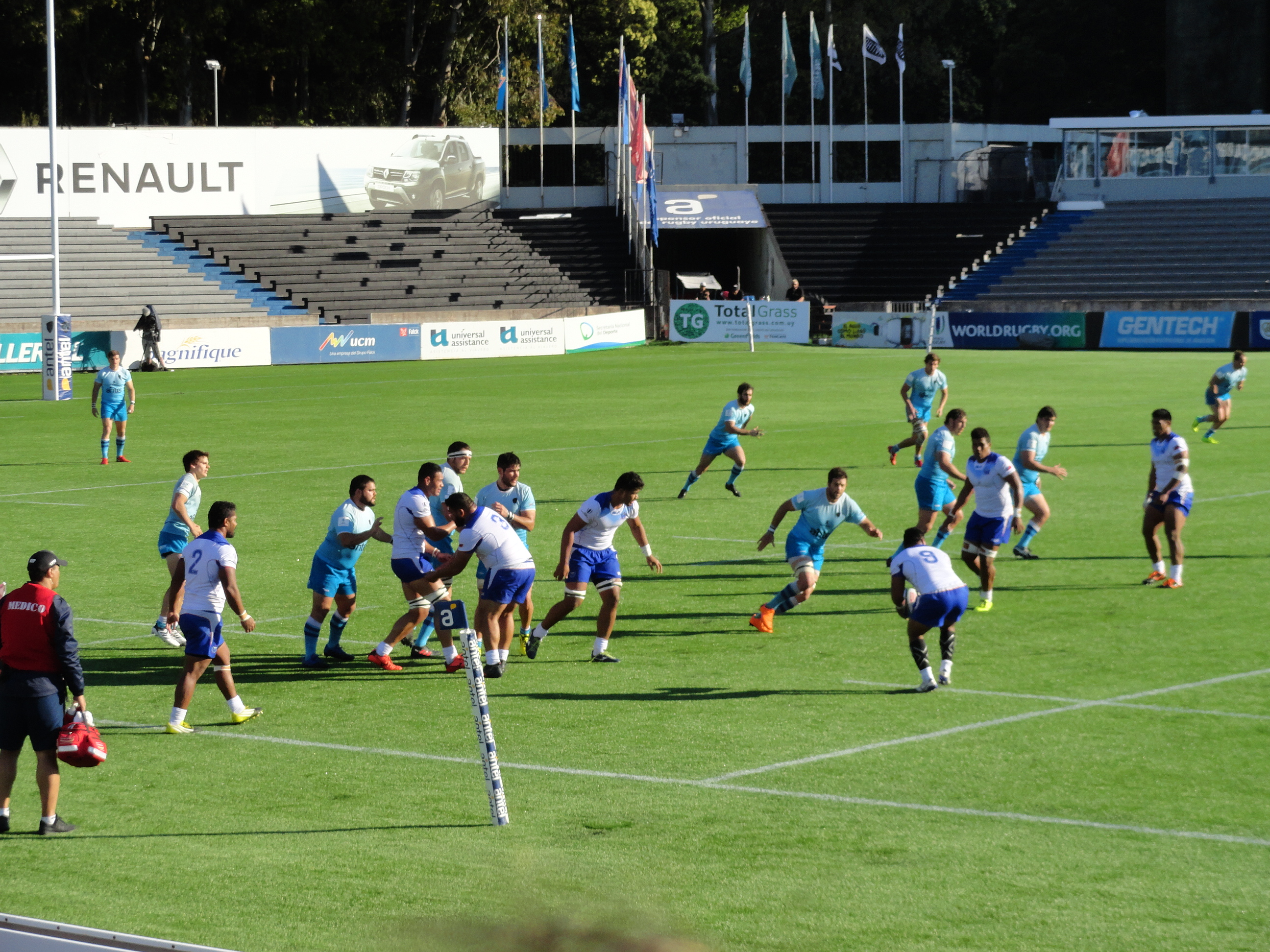
Partido entre Uruguay y Samoa

El Americas Pacific Challenge del 2018 fue la tercera edición del torneo de rugby de selecciones secundarias. Se celebró en octubre en Montevideo, Uruguay y fue organizado por la World Rugby.
Consistió en dos grupos de tres selecciones, donde cada participante se enfrentaba a los del otro grupo. Al disputarse las tres fechas se determinó las posiciones de los 6 equipos en una tabla de puntos general.

## Equipos participantes
| - Argentina XV - Tonga A - Uruguay A | - Canadá A - Samoa A - USA Select XV |

## Posiciones
| Pos.    | Equipo        | Encuentros | Encuentros | Encuentros | Encuentros | Tantos  | Tantos    | Tantos     | Puntos Bonus | Puntos Totales |
| Pos.    | Equipo        | jugados    | ganados    | empatados  | perdidos   | a favor | en contra | diferencia | Puntos Bonus | Puntos Totales |
| ------- | ------------- | ---------- | ---------- | ---------- | ---------- | ------- | --------- | ---------- | ------------ | -------------- |
| Grupo A |               |            |            |            |            |         |           |            |              |                |
| 1       | Argentina XV  | 3          | 2          | 0          | 1          | 131     | 56        | + 75       | 4            | 12             |
| 2       | Uruguay A     | 3          | 2          | 0          | 1          | 94      | 77        | + 17       | 3            | 11             |
| 3       | Tonga A       | 3          | 1          | 0          | 2          | 85      | 85        | 0          | 2            | 6              |
| Grupo B |               |            |            |            |            |         |           |            |              |                |
| 1       | Samoa A       | 3          | 3          | 0          | 0          | 97      | 72        | + 25       | 2            | 14             |
| 2       | Canadá A      | 3          | 1          | 0          | 2          | 58      | 111       | - 53       | 1            | 5              |
| 3       | USA Select XV | 3          | 0          | 0          | 3          | 63      | 127       | - 64       | 0            | 0              |

Nota: Se otorgan 4 puntos al equipo que gane un partido y 2 al que empate.
Puntos Bonus: 1 punto por convertir 4 tries o más en un partido y 1 al equipo que pierda por no más de 7 tantos de diferencia

## Resultados

### Primera fecha
| 6 de octubre, 11:00 | Argentina XV | 31 - 36 | Samoa A | Estadio Charrúa, Montevideo |  |
|                     |              | Reporte |         |                             |  |

| 6 de octubre, 13:30 | Tonga A | 39 - 30 | USA Select XV | Estadio Charrúa, Montevideo |  |
|                     |         | Reporte |               |                             |  |

| 6 de octubre, 16:00 | Uruguay A | 35 - 21 | Canadá A | Estadio Charrúa, Montevideo |  |
|                     |           | Reporte |          |                             |  |

### Segunda fecha
| 10 de octubre, 11:00 | Tonga A | 15 - 23 | Samoa A | Estadio Charrúa, Montevideo |  |
|                      |         | Reporte |         |                             |  |

| 10 de octubre, 13:30 | Uruguay A | 33 - 18 | USA Select XV | Estadio Charrúa, Montevideo |  |
|                      |           | Reporte |               |                             |  |

| 10 de octubre, 16:00 | Argentina XV | 45 - 5  | Canadá A | Estadio Charrúa, Montevideo |  |
|                      |              | Reporte |          |                             |  |

### Tercera fecha
| 14 de octubre, 11:00 | Tonga A | 31 - 32 | Canadá A | Estadio Charrúa, Montevideo |  |
|                      |         | Reporte |          |                             |  |

| 14 de octubre, 13:30 | Argentina XV | 55 - 15 | USA Select XV | Estadio Charrúa, Montevideo |  |
|                      |              | Reporte |               |                             |  |

| 14 de octubre, 16:00 | Uruguay A | 26 - 38 | Samoa A | Estadio Charrúa, Montevideo |  |
|                      |           | Reporte |         |                             |  |

| Bandera de Samoa |
| Campeón Samoa A  |
| Primer título    |